# Emil Oksanen
Emil Oksanen (ur. 25 września 1998 w Kirkkonummi) – fiński hokeista.

## Kariera
- Blues U16 II (2012-2013)
- Blues U16 (2012-2014)
- Blues U18 (2013-2015)
- Blues U18 Akatemia (2013/2014)
- Blues U20 (2014-2016)
- Espoo United (2016/2017)
- Regina Pats (2017-2018)
- SaiPa (2018-2020)
- Kiekko-Espoo (2020-2021)
- Cracovia (2021)
- Kiekko-Espoo (2021)
- Mora IK (2021-2022)
- Cracovia (2022)
- Jää-Kotkat Ry (2022-)

Wychowanek klubu EPS. Karierę rozwijał w zespołach juniorskich klubu Espoo Blues. W 2016 był draftowany do amerykańskich rozgrywek juniorskich USHL. W barwach drużyny seniorskiej Blues nie grał. W sezonie 2016/2017 reprezentował inny klub z Espoo tj. United w lidze Mestis. W 2017 został wybrany w drafcie do kanadyjskich rozgrywek juniorskich CHL przez klub Regina Pats z ligi WHL z numerem 120 (jako ostatni wybrany), po czym latem tego roku 2018 podpisał kontrakt na występy w tym zespole i rozegrał sezon WHL 2017/2018. W maju 2018 został zaangażowany przez fiński klub Saipa. W jego barwach rozegrał dwa sezony seniorskich rozgrywek Liiga. We wrześniu 2020 przeszedł do Kiekko-Espoo. Pod koniec stycznia 2021 został zawodnikiem Cracovii w Polskiej Hokej Lidze. W maju 2021 ponownie został zaangażowany przez Kiekko-Espoo. Pod koniec lipca 2021 został zaangażowany przez szwedzki klub Mora IK. 31 stycznia 2022 ogłoszono jego ponowny angaż do Cracovii. Od sierpnia 2022 zawodnik klubu Jää-Kotkat Ry.
Uczestniczył w turniejach mistrzostw świata do lat 17 edycji 2015, mistrzostw świata do lat 18 edycji 2016. Był też kadrowiczem reprezentacji do lat 20.

## Sukcesy
Reprezentacyjne
- Złoty medal mistrzostw świata juniorów do lat 18: 2016

Klubowe
- Srebrny medal U16 SM-sarja: 2013 z Blues U16
- Złoty medal U16 SM-sarja: 2014 z Blues U16
- Srebrny medal U18 SM-sarja: 2014 z Blues U18
- Brązowy medal Jr. A SM-liiga: 2015 z Blues U20
- Srebrny medal Jr. A SM-liiga: 2016 z Blues U20
- Brązowy medal Mestis: 2017 z Espoo United
- Srebrny medal mistrzostw Polski: 2021 z Cracovią

Indywidualne
- Jr. A SM-liiga (2015/2016):
  - Pierwsze miejsce w klasyfikacji strzelców goli w przewagach w sezonie zasadniczym: 13 goli
- Mestis (2016/2017):
  - Najlepszy pierwszoroczniak miesiąca - marzec 2017